# Фрейкс, Джеролд
Джеролд Фрейкс (англ. Jerold C. Frakes, род. 1953) — американский филолог-германист и медиевист, историк литературы, лингвист, специалист в области средневековой литературы на идише, английском, норвежском, латинском и немецком языках, переводчик.

## Биография
Окончил отделение латинского языка Гейдельбергского университета, английского языка Университета Мемфиса, германской филологии Миннесотского университет (1976—1982; доктор философии, 1982).
Был профессором сравнительного литературоведения и германских литератур в Университете Южной Калифорнии (1982—2006), с 2006 года — профессор на отделении английского языка и литературы Университета штата Нью-Йорк в Буффало (с 2014 года почётный профессор). Лауреат стипендии Гуггенхайма (2013).
Автор учебника средневекового идиша (2017) и дайджестов ранних текстов на этом языке, трудов по различным вопросам средневековой германистики (в том числе гендерным факторам в развитии германских литератур). Перевёл на английский язык эпические и религиозные произведения средневековой литературы на идише, научные монографии о ранней литературе на этом языке. Редактор раздела идиша (362 статьи) в Encyclopedia Judaica.

## Монографии
- The Fate of Fortune in the Middle Ages: Boethian Tradition. Studien und Texte zur Geistesgeschichte des Mittelalters, vol. 23. Leiden: E.J. Brill, 1987. — 191 pp.
- The Politics of Interpretation: Alterity and Ideology in Old Yiddish Studies. Albany: State University of New York Press, 1989. — 320 pp.
- Brides and Doom: Gender, property and power in medieval German women’s epic. Philadelphia: Pennsylvania University Press, 1994. — 320 pp.
- Early Yiddish Texts 1100—1750: With Introduction and Commentary (Bilingual Edition). Oxford University Press, 2005; второе, переработанное издание — там же, 2009. — 968 pp.
- די ייִדישע קולטור אין דער ליטע: ירושלים ד'ליטא — Jerusalem of Lithuania: A Reader in Yiddish Cultural History (на идише). Columbus: Ohio State University Press, 2011. — 250 pp.
- Vernacular and Latin Literary Discourses of the Muslim Other in Medieval Germany. New York: Palgrave MacMillan, 2011.
- The Emergence of Early Yiddish Literature: Cultural Translation in Ashkenaz. Bloomington: Indiana University Press, 2017. — 308 pp.
- A Guide to Old Literary Yiddish. Oxford: Oxford University Press, 2017. — 464 pp.

## Переводы
- Walter Berschin. Greek Letters and the Latin Middle Ages: From Jerome to Nicholas of Cusa (Griechisch-lateinisches Mittelalter: Von Hieronymus zu Nikolaus von Kues). Washington: Catholic University of America Press, 1989. — 415 pp.
- Max Weinreich. Geschichte der jiddischen Sprachforschung. University of South Florida, 1992; Atlanta: Scholars Press, 1993. — 326 pp
- Jean Baumgarten. Introduction to Old Yiddish Literature (Introduction à la littérature yiddish ancienne). Пер. с французского языка. Oxford: Oxford University Press, 2005. — 488 pp.
- Korkut Bugday. The Routledge Introduction to Literary Ottoman (Osmanisch-Lehrbuch: Einführung in die Grundlagen der Literatursprache). Пер. с немецкого языка. New York: Routledge, 2009. — 240 pp.
- Early Yiddish Epic. Пер. с идиша. Syracuse University Press, 2014. — 520 pp.

## Под редакцией Дж. Фрейкса
- The Cultural Study of Yiddish in Early Modern Europe. New York: Palgrave MacMillan, 2007.
- Between Two Worlds: Yiddish-German Encounters. Peeters Publishers, 2009. — 224 pp.
- Contextualizing the Muslim Other in Medieval Christian Discourse. New York: Palgrave MacMillan, 2011.